# شيم أزرق الزعانف
شيم أزرق الزعانف (الاسم العلمي: Caranx melampygus) (بالإنجليزية: Bluefin trevally)‏ هو نوع من الأسماك يتبع جنس الشيم من فصيلة الشيميات.